# Вилларе, Фульк де
Фульк де Вилларе́ (фр. Foulques de Villaret; Лозер, Окситания — 1 сентября 1327, Окситания) — 24/25-й Великий магистр ордена госпитальеров (1305—1319), военачальник. Племянник Гийома де Вилларе.

## Биография
Также как и предшественник, 23/24-й великий магистр иоаннитов Гийом де Вилларе, происходил из знатного рода в графстве Жеводан, известного ещё со времён Карла Великого. Семья была тесно связана с орденом иоаннитов, некоторые её представители занимали в нём руководящие посты. Многие источники указывали, что Фульк де Вилларе приходился братом Гийому де Вилларе, но по сведениям Делявиль ле Руля, скорее был его племянником.
Фульк де Вилларе был избран главой ордена госпитальеров между 23 ноября 1304 года и 3 ноября 1305 года. После избрания магистром отправился в Рим тайно обсуждать с папой римским Климентом V вопрос о переезде ордена иоаннитов с Кипра на Родос, согласно плану Гийома де Вилларе. Фульк де Вилларе стал третьим избранным в Лимасоле великим магистром ордена госпитальеров (первым из них был Одон де Пен), или иными словами был третьим (и последним) великим магистром ордена рыцарей Кипра, но поскольку в его правление орден сменил свою главную ставку и переехал на Родос, может считаться первым великим магистром ордена рыцарей Родоса. Впервые иоанниты были обозначены как родосские рыцари (Chevaliers de Rhodes) в папской булле 1313 года.
В конце весны и начале лета 1306 года на Родосе пришвартовались 6 кораблей ордена госпитальеров, вмещавших 35 рыцарей и 500 пехотинцев. Иоанниты приступили к завоеванию острова, завершившегося в 1310 году изгнанием сарацин. В конце 1309 года объединённый флот госпитальеров выдвинулся к Родосу. Иоанниты пробыли на Родосе немногим более 200 лет, до 1522 года, когда в результате осады Родоса (1522) были вытеснены султаном Османской империи Сулейманом I.

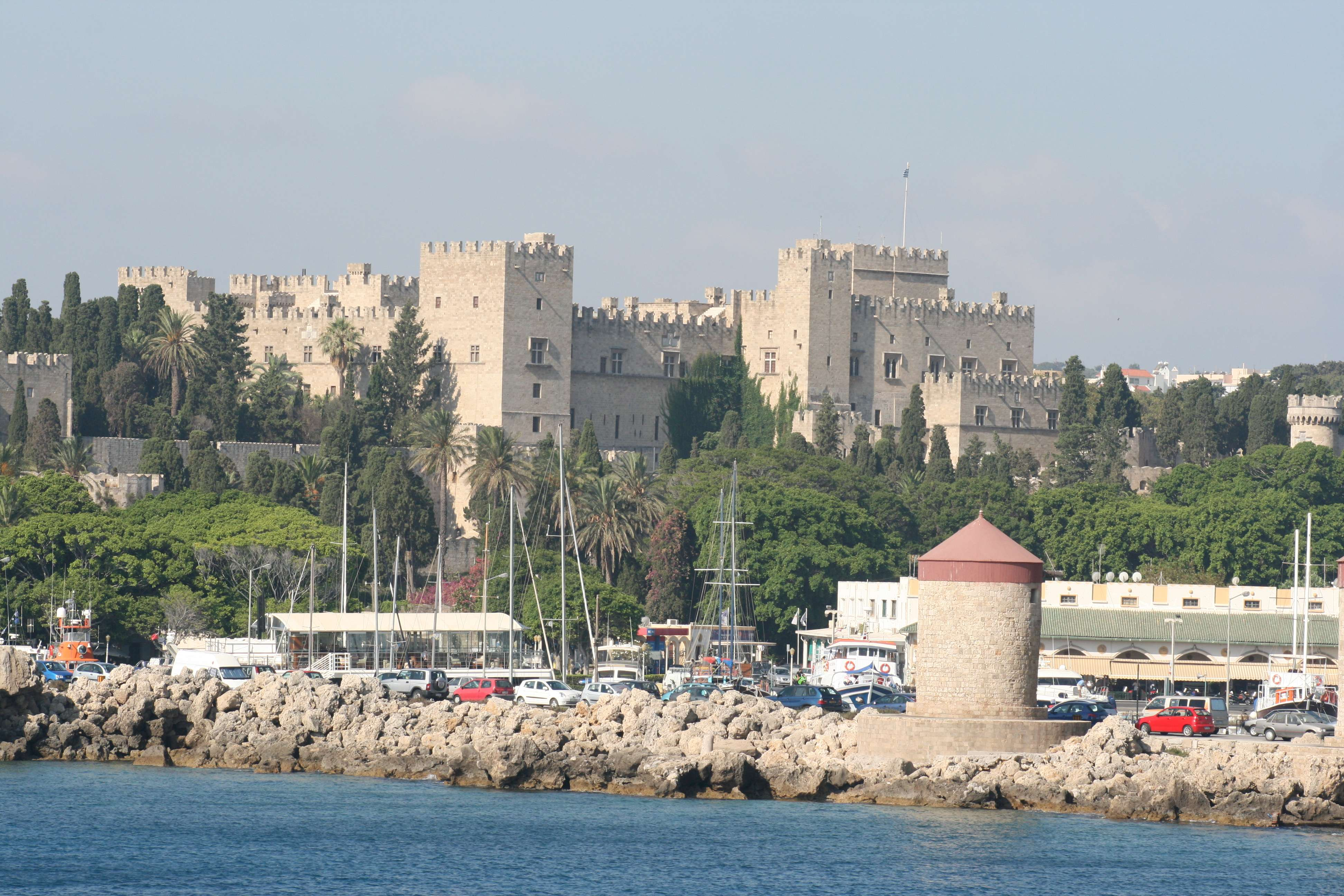
Дворец великого магистра в Родосской крепости

Заслугами Фулька де Вилларе может считаться то, что в условиях отторжения планов новых крестовых походов и растущего недовольства политикой госпитальеров и тамплиеров он уберёг орден от разгрома подобного тому, который произошёл с храмовниками, изменил название на утверждённый папой Климентом V в 1310 году статус на Суверенный Военный Орден Госпитальеров святого Иоанна Иерусалимского Родоса, или короче — орден родосских рыцарей. В то же время Филиппу Красивому было мало расправы над храмовниками — монарх требовал от папы подчинить госпитальеров местным епископам. Но орден стал независимым от какой бы то ни было светской власти, хотя Святой Престол сохранял власть над духовной составляющей ордена, утверждая кандидатуры избранных Генеральным капитулом великих магистров и изменения устава. С другой стороны, после завоевания Родоса госпитальерами (1306—1310) захолустный в Средние века Родос вместе с несколькими островами архипелага Додеканес превратился в важный морской узел транспортных перевозок и остров-крепость, цветущий экономический и культурный центр. На острове была возведена Родосская крепость и дворец великого магистра, куда была перенесена резиденция главы госпитальеров, построены склады, открыты школы, создан большой госпиталь, который было невозможно открыть в тесном Лимасоле. Завоевание Родоса, основание независимого рыцарского государства и получение владений расформированного ордена тамплиеров возвысили госпитальеров до величия некоторых суверенов Европы. С 1313 года Фульк де Вилларе стал чеканить первые монеты ордена иоаннитов, описание которых привёл Ф. Заллес.
Первой заботой магистра было восстановление разрушенных во время осады укреплений. Под его руководством велось строительство новых кораблей, орден создал мощный флот, приступивший к патрулированию восточной части Средиземного моря. Родос обрёл новое важное стратегическое значение в Средиземноморье, став оплотом христианства против сарацин, турок-османов, берберских пиратов и корсаров.
Вместе с этим госпитальерам пришлось приноравливаться к образу жизни местного населения и отбивать атаки турок, осознавших опасность существования морского рыцарско-монашеского государства. Но несмотря на достижения, методы правления Фулька де Вилларе внутри ордена, его тяга к роскоши и склонность к деспотизму, отказ от согласований политики с мнением капитула вызвали настолько сильное недовольство рыцарей, что они избрали своего непризнанного папой Иоанном XXII великого магистра Мориса де Паньяка, который возглавил часть наиболее старых членов ордена, не желавших дальнейшего обогащения братства. Случай доселе небывалый и глубоко потрясший внутренние устои ордена, поскольку магистр избирался Генеральным капитулом пожизненно. Склонные к справедливости рыцари требовали от магистра отчёта о своих действиях, но глава ордена с презрением отверг его значимость. В данной ситуации это походило на общий заговор против законно избранного главы ордена, когда все считали магистра тираном. Во избежание ареста Фульку де Вилларе пришлось укрыться в крепости Линдос (замок Линдо (Château de Lindo), в 7 милях от города Родос) и вскоре отказаться от высокой чести, покинув пост великого магистра иоаннитов. Для исполнения обязанностей магистра старшим лейтенантом ордена папа назначил Роже де Пена. 12 апреля 1319 года брат Фульк отправил папе отречение от магистерства. Для защиты каждого магистра к папе выехали их сторонники, и папа выслушал аргументы адвокатов обеих сторон. Данные события были освещены в Кодексе де Рогана: «Он был Конвентом отрешён от Магистерства, и избран на место его брат Мавриций де Паниако. Такое избрание не было одобрено Верховным Первосвященником, который признавал всегда Фолка за Великого Магистра, а посему Мавриций и не включен в число Великих Магистров. Между тем Фолк для успокоения Конвента отрёкся от Магистерства в 1319 году перед папой Иоанном ХХII, который назначил ему доходы Капуанского Приорства, как явствует из его грамоты, начинающейся словами „Когда к лицу“ от 3 июня 1319 года. <…> Оный же сей папа в другой грамоте, начинающейся так: „Дабы между лицами“ от 29 июня 1319 года освобождает его от всякого послушания к начальникам Ордена, и объявляет его непосредственно зависящим от Святого Престола». Папа отстранил обоих магистров и созвал в 1319 году в Авиньоне ассамблею с участием приоров и рыцарей, на которой вместо них новым главой иоаннитов был избран Элион де Вильнёв. 
Чтобы не оставлять Фулька де Вилларе без средств существования, Иоанн ХХII назначил его приором Капуи; он покинул Родос и удалился во владения сестры в Лангедок-Руссильоне. Умер 1 сентября 1327 года и был похоронен в бывшей церкви тамплиеров св. Иоанна в Монпелье (бывшей, поскольку их орден был упразднён папой в 1312 году), главном городе района Лангедок-Руссильон в Окситании. В эпитафии на надгробии его отречение не упоминается.